# Пиррон
Пиррон из Элиды (др.-греч. Πύρρων, ок. 360 до н. э. — 275 до н. э.) — древнегреческий философ. Основатель античного скептицизма.
Не писал философских трактатов, поскольку считал, что знание нельзя получить извне. Развивавшие позднее скептицизм Пиррона Энесидем, Агриппа и Секст Эмпирик употребляли термины «пирроновский» и «скептический» как синонимы, что создавало трудности в определении собственного учения Пиррона и выделения его из их философии скептицизма.

## Биография
Пиррон родился в семье Плистарха в северо-западной области Пелопоннеса Элиде около 365 года до н. э. Вначале он был художником, а затем стал изучать философию у Брисона, а потом — Анаксарха. Вместе со своим учителем, который был придворным философом Александра Македонского, Пиррон отправился в Азию. Во время похода Пиррон написал поэтическое произведение в честь Александра, которое так понравилось македонскому царю, что он одарил философа десятью тысячами золотых монет.
По сообщениям Диогена Лаэртского, Пиррон был живописцем, потом учился у софиста Брисона и последователя Демокрита Анаксарха, вместе с которым он встречался с индийскими гимнософистами (букв. «голыми мудрецами») и магами (Diog. L. IX, 61). Несмотря на частые в то время истории о встречах эллинов с индийскими философами-гимнософистами, доксографы не писали в этом плане ни о ком из известных греческих философов, за исключением Пиррона. Обычно приписывалось общение и обучение философов в Египте и Ближнем Востоке, но лишь Пиррон был, по образному выражению В. К. Шохина, на «философской стажировке» в Индии.

## Философия
Сохранился труд Секста Эмпирика «Пирроновы положения», однако наиболее верным изложением взглядов Пиррона считают свидетельство перипатетика Аристокла из Мессены, цитирующего Тимона из Флиунта. Однако труды Аристокла, жившего в начале II века, сохранились лишь в изложении Евсевия Кесарийского, христианского апологета IV века, который цитировал их в своём «Приготовлении к Евангелию». Именно этот источник считается наиболее достоверным описанием воззрений Пиррона.
Пиррон считал, что счастье заключается в спокойствии, которое может дать лишь скептицизм. Основное внимание он уделял именно этой этической концепции. Три главные вопроса и ответа, данные Пирроном:
1. — Какими являются качества вещей? — Мы этого не знаем. (Онтологический аспект).
2. — Как мы должны вести себя по отношению к вещам? — Поскольку мы не знаем качеств (сути) вещей, мы должны воздерживаться от суждений по их поводу. (Гносеологический аспект).
3. — Каковы следствия нашего поведения по отношению к вещам? — Воздержание от суждений даёт покой и счастье. (Этический аспект).

Сам философ считал важным последний тезис, но его последователи постепенно переключились на первое положение, поскольку именно оно обосновывает весь скептицизм как таковой. Нельзя не заметить явное сходство вопросов и ответов Пиррона с положениями буддизма.
Призыв Пиррона к состоянию афасии соответствует «Метафизике» Аристотеля, в которой утверждается, что тот, кто отрицает высший принцип бытия, должен молчать, чтобы быть согласным со своим отрицанием.
Он придерживался того мнения, что ничто в действительности не является ни прекрасным, ни безобразным, ни справедливым, ни несправедливым, так как в себе всё одинаково (ἀδιάφορον — безразличное), и поэтому оно не в большей степени одно, чем другое. Поэтому все вещи не только неразличимы, но и неисследуемы (ἀστάθμητα) и неопределимы (ἀνεπίκριτα), а все наши мнения и ощущения не являются ни истинными, ни ложными, «не следует им верить (οὖν μηδὲ πιστεύειν αὐταῖς δεῖν)» (Eusebius. Praeparatio evangelica, XVII:III). Всё неодинаковое, различное является (произвольными) человеческими установками и обычаями. Вещи недоступны для нашего познания; на этом основан принцип воздержания от суждений — афасия (ἀφασία — невысказывание, немота), при использовании которого человек ничего не отрицает и не утверждает. По мнению Пиррона, это состояние приводит затем к атараксии (ἀταραξία — безмятежность). В качестве же практически-нравственного идеального метода отсюда выводится бесстрастие, апатия (ἀπάθεια).
Однажды на заданный ему провокационный вопрос: «А не умер ли ты, Пиррон?» он ответил: «Не знаю».
Следование этике скептицизма приводило к рискованному поведению философа, который сознательно не избегал опасностей: например, мог продолжать спокойно идти, не уворачиваясь от бегущей лошади. Однако практическое следование столь радикальному скептицизму — проблема, и сохранились свидетельства: некогда он испугался напавшей собаки, а в ответ на упрёки честно признал, что всецело отказаться от природных человеческих свойств очень сложно. Ещё более показательный случай: как-то раз он сильно разгневался из-за сестры, и в ответ на попрёки в непоследовательности ответил: «Не за счёт женщины подобает щеголять безразличием».
Неопирроники считали вслед за Энесидемом, что в повседневной жизни Пиррон вёл себя благоразумно, а нравоучительные истории берут начало из «показательных выступлений», когда его сопровождали ученики либо друзья: они учились на наглядном примере, а заодно и оберегали философа от непосредственных опасностей.
Диоген Лаэртский писал (Diog. L. IX 62-69), что Пиррон был неразговорчив, предпочитал уединённые размышления и был далёк от прихотей и капризов. Если его собеседник уходил до окончания его речи, то он всё равно заканчивал её в одиночестве. Сохранилась история: «однажды его застали разговаривающим с самим собою и спросили, в чём дело, он ответил: „Учусь быть добрым“».
Пиррон, согласно Стобею, не просто отрицал возможность познания мира и не интересовался объяснением явлений природы (Diog. L. IX 65), но и считал, что мудрость находится в руках богов (Stob. Flor. I 80) — что противоречит скептическому отношению к существованию богов, так что свидетельство сомнительно.
Интересно, что Цицерон считал Пиррона не учителем познания, а моралистом, который проповедовал добродетель, а всё остальное было вторично. Если учесть фрагмент у Тимона «вечность — природа божественного и блага, от которых только и может человек обрести жизнь, равную им», то можно предположить, что кажимость вещей рассматривалась не сама по себе, а как противоположность божественному. Если принять такую гипотезу, то получается, что рассуждения Пиррона относились к действительности, не имеющей автономного существования, именно в контрасте с божественным миром, то есть на фоне религиозности.
А. Ф. Лосев называл позицию Пиррона и Тимона не только «интуитивным», но и «абсолютным» и «непримиримым» скептицизмом, при котором мудрец вообще не должен ничего утверждать и даже спрашивать, а также совершать какие-либо действия.
Есть мнение, что Пиррон своими рассуждениями и поведением демонстрировал человеческий «театр абсурда», где поиски знания и даже справедливости сталкиваются с практикой «кто силён, тот и прав» (власти, обычаи и др). В таком случае мудрец отказывается от отождествления законов, обычаев и проч. с истинностью и справедливостью, но не оспаривает их, примитивно отрицая. С. И. Музяков, развивая эту тему, указывает на сходство в этом плане «мудреца» Пиррона и Чацкого (героя «Горе от ума» Грибоедова). Согласно Диогену Лаэртскому, Пиррон не только считал невозможным утверждения истины и т. п., но и указывал, что «людские поступки руководятся лишь законом и обычаем» (Diog.L. IX 61). У Пиррона нет запрета на «практическую жизнь», он лишь указывает: живи и действуй, но не будь самонадеянным в отношении истины. 
Этика Пиррона не призывает к некоему «блаженному» состоянию равнодушия и бесчувствия, она представляет собой демонстративное отношение к обществу, вынуждающему мудрецов к неучастию в социуме и даже асоциальному поведению. Если считать, что достижение невозмутимости (атараксии) было для философа самоцелью, но зачем к этой этической установке добавлять глубоко проработанную аргументацию гносеологического скептицизма? Более правдоподобно выглядит первичность именно скептического мышления в гносеологическом плане, а уже из этого вытекает этическая модель Пиррона.
Скепсис для Пиррона — не самоцель, а средство для обретения душевного покоя, избавления от «бредового наваждения» (τῦφος). Такое воззрение не приводит ни к асоциальности, ни к эпатажу. В Элиде жители настолько уважали Пиррона, что избрали его — скептика — верховным жрецом и воздвигли ему бронзовую статую. Также Диоген Лаэртский упоминает, что «ради него постановили всех философов освободить от податей» (Diog. L. IX 64). Тимон называл Пиррона «подобным богам», а Эпикур восхищался его образом жизни.
Учениками Пиррона были Тимон из Флиунта, Гекатей Абдерский и Навсифан Теосский (учитель Эпикура). Значительное косвенное влияние пирронизм оказал на Арексилая (Средняя Академия). Диоген Лаэртский упоминает и некоего «знаменитого» Еврилоха.

Диоген Лаэртский приводит несколько прозвищ скептиков того времени и приводит истинно скептическое суждение касательно последователей философа (Diog. L. IX 69-70):
«Все они зовутся по имени учителя пирроновцами, а по их догмам (если можно так сказать) — апоретиками, скептиками, эфектиками и зететиками. Зететиками, то есть искателями, — потому что они всегда ищут истину; скептиками, то есть высматривателями, — потому что всегда высматривают и никогда не находят; эфектиками, то есть, сомневающимися — по их настроению в поиске, то есть по их воздержанию от суждения; апоретиками — то есть, затрудняющимися, — потому что в затруднении находятся даже догматические философы.
Впрочем, Феодосий в „Скептических главах“ пишет, что скептической школе не следует называться Пирроновой, ибо если направленное движение мысли для нас не уловимо, то мы никогда не узнаем, что думал Пиррон, а, не зная этого, не сможем и зваться пирроновцами. К тому же, Пиррон не первый открыл скептическую школу и догм никаких не придерживался, а называться пирроновцем может только тот, кто ведёт себя так же, как он».
Есть сведения, что Пиррон участвовал в походе Александра Македонского. Судя по всему, он, повсюду сопровождавший своего учителя Анаксарха, был с ним и в персидском походе Александра Великого, в котором Анаксарх погиб. Индийская экспедиция последовала после этого, что косвенно подтверждает правдивость истории обучения Пиррона у индийских философов. Косвенно, но убедительно общение Пиррона с индийскими мудрецами подтверждается формулировками его рассуждений. Согласно его ученику, Тимону Флиунтскому, Пиррон видел истинную мудрость в том, чтобы «говорить о любой вещи, что она не более существует, чем не существует, существует и не существует одновременно и не существует и не не-существует». Такая подача мысли полностью соответствует классическому индийскому воздержанию от суждений по схеме антитетралеммы. При этом она, как и сама тетралемма, эллинам до Пиррона известна не была. Филолог Кристофер Беквис установил, что три термина, использованные Пирроном — адиафора, астатмета и анепикрита — представляют собой почти прямой перевод анатты, дуккхи и аниччи на древнегреческий.
Антигон Каристский написал книгу «О Пирроне» (Diog.L.IX, 62).